# Tseng Chun-hsin
Tseng Chun-hsin (Chinees: 曾俊欣, Hanyu pinyin: Zēng Jùnxīn) (Taipei, 8 augustus 2001) is een Taiwanees tennisser.

## Carrière
In 2018 won hij de juniorenfinale op Wimbledon tegen de Brit Jack Draper en de junioren finale op Roland Garros tegen de Argentijn Sebastián Báez. Hij verloor de juniorenfinale van de Australian Open tegen de Amerikaan Sebastian Korda en verloor de dubbel voor junioren aan de zijde van Ray Ho op Roland Garros tegen Ondřej Štyler en Naoki Tajima. Hij nam in 2018 ook deel aan de Olympische Jeugdspelen. In 2021 won hij zijn eerste challenger en in 2022 won hij er nog twee en nam deel aan alle Grand Slams maar verloor telkens in de eerste ronde. Hij werd aan het eind van het jaar geselecteerd voor de Next Generation ATP Finals.

## Palmares
| Legenda                       | Legenda               |
| ----------------------------- | --------------------- |
| Grand Slam                    |                       |
| Olympische Spelen             |                       |
| tot 2009                      | vanaf 2009            |
| Tennis Masters Cup            | ATP Finals            |
| ATP Masters Series            | ATP Tour Masters 1000 |
| ATP International Series Gold | ATP Tour 500          |
| ATP International Series      | ATP Tour 250          |

### Enkelspel
| Nr.                  | Datum            | Toernooi  | Ondergrond | Tegenstander in finale | Score         | Details |
| -------------------- | ---------------- | --------- | ---------- | ---------------------- | ------------- | ------- |
| gewonnen challengers |                  |           |            |                        |               |         |
| 1.                   | 19 december 2021 | Maia      | Gravel (i) | Nuno Borges            | 5-7, 7-5, 6-2 |         |
| 2.                   | 13 februari 2022 | Bangalore | Hardcourt  | Borna Gojo             | 6-4, 7-5      |         |
| 3.                   | 10 april 2022    | Murcia    | Gravel     | Norbert Gombos         | 6-4, 6-1      |         |

## Resultaten grote toernooien
| Legenda | Legenda                          |
| ------- | -------------------------------- |
| g.t.    | geen toernooi gehouden           |
| l.c.    | lagere categorie                 |
| –       | niet deelgenomen                 |
| G       | uitgeschakeld in de groepsfase   |
| 1R      | uitgeschakeld in de eerste ronde |
| 2R      | uitgeschakeld in de tweede ronde |
| 3R      | uitgeschakeld in de derde ronde  |
| 4R      | uitgeschakeld in de vierde ronde |
| KF      | uitgeschakeld in de kwartfinale  |
| HF      | uitgeschakeld in de halve finale |
| F       | de finale verloren               |
| W       | het toernooi gewonnen            |
| w-v     | winst/verlies-balans             |

### Enkelspel
| toernooi            | 2022 |
| ------------------- | ---- |
| Grandslamtoernooien |      |
| Australian Open     | 1R   |
| Roland Garros       | 1R   |
| Wimbledon           | 1R   |
| US Open             | 1R   |
| Statistieken        |      |
| titels per jaar     | 0    |
| eindejaarsranking   |      |